# Équipe d'Arabie saoudite de football à la Coupe d'Asie 1992
Cet article présente la campagne de l'Équipe d'Arabie saoudite de football lors de la phase finale de la Coupe d'Asie des nations de football 1992, organisée au Japon. Le sélectionneur, le Brésilien Nélson Rota Martins, en poste depuis le début d'année, a pour mission de conserver le titre continental que les Saoudiens détiennent depuis 1984.
Trois joueurs ont marqué deux buts lors de cette phase finale. Il s'agit de Saeed al-Owairan, Fahad al-Bishi et Youssef al-Thuniyan.
Pour leur troisième participation, l'Arabie saoudite parvient une nouvelle fois à atteindre la finale de la compétition. Elle ne devient pas la deuxième sélection asiatique (après l'Iran entre 1968 et 1976) à remporter trois Coupes d'Asie des nations consécutives puisque c'est le Japon, qui joue à domicile, qui s'impose par le plus petit des scores, grâce à son attaquant Takuya Takagi.

## Qualifications
En tant que tenant du titre, l'Arabie saoudite est exemptée puisqu'elle est qualifiée d'office pour le tournoi final.

## Préparation
Nélson Rota Martins dispose de son groupe au complet dès le mois de septembre 1992, deux mois avant le début de la compétition. Trois matchs sont organisés dans le cadre de la préparation des Saoudiens : un amical contre le Cameroun et deux dans le cadre de la première édition de la Coupe du Roi-Fahd, face aux États-Unis puis contre l'Argentine.
| 6 octobre 1992 | Arabie saoudite | 2 - 1 | Cameroun | Stade international du Roi-Fahd, Riyad |  |
|                |                 |       |          |                                        |  |
|                | Rapport         |       |          |                                        |  |

| Demi-finale de la Coupe du Roi-Fahd         | Arabie saoudite                                  | 3 - 0 | États-Unis | Stade international du Roi-Fahd, Riyad                    |                                                           |
| 15 octobre 1992 · Historique des rencontres | al-Bishi 48e · al-Thuniyan 74e · al-Muwallid 84e |       |            | Spectateurs : 70 000 Arbitrage : Ulisses Tavares da Silva | Spectateurs : 70 000 Arbitrage : Ulisses Tavares da Silva |
| 15 octobre 1992 · Historique des rencontres | Rapport                                          |       |            | Spectateurs : 70 000 Arbitrage : Ulisses Tavares da Silva | Spectateurs : 70 000 Arbitrage : Ulisses Tavares da Silva |

| Finale de la Coupe du Roi-Fahd              | Argentine                                  | 3 - 1 | Arabie saoudite | Stade international du Roi-Fahd, Riyad         |                                                |
| 20 octobre 1992 · Historique des rencontres | Rodriguez 18e · Caniggia 24e · Simeone 64e |       | al-Owairan 65e  | Spectateurs : 75 000 Arbitrage : Lim Kee Chong | Spectateurs : 75 000 Arbitrage : Lim Kee Chong |
| 20 octobre 1992 · Historique des rencontres | Rapport                                    |       |                 | Spectateurs : 75 000 Arbitrage : Lim Kee Chong | Spectateurs : 75 000 Arbitrage : Lim Kee Chong |

## Coupe d'Asie des nations 1992

### Effectif
Voici la liste des 21 joueurs sélectionnés par Nélson Rota Martins pour la phase finale de la Coupe d'Asie des nations 1992 à Japon :
| Effectif actuel |     |                       |                    |            |      |                    |
| N°              | Pos | Nom                   | Date de naissance  | Sélections | Buts | Club               |
| --------------- | --- | --------------------- | ------------------ | ---------- | ---- | ------------------ |
| 1               | GB  | Saud al-Otaibi        | 3 novembre 1969    |            |      | Al-Shabab Riyad    |
| 21              | GB  | Shaker al-Shujaa      | 2 août 1972        |            |      | Al-Shabab Riyad    |
| 22              | GB  | Fouad al-Mugahwi      | 11 octobre 1970    |            |      | Al Ittifaq         |
|                 |     |                       |                    |            |      |                    |
| 2               | DF  | Abdullah al-Dosari    | 1er novembre 1969  |            |      | Al Ittihad Djeddah |
| 4               | DF  | Abdul Rahman al-Roomi | 28 octobre 1969    |            |      | Al-Shabab Riyad    |
| 5               | DF  | Mohammed al-Khilaiwi  | 1er septembre 1971 |            |      | Al Ittihad Djeddah |
| 12              | DF  | Awad al-Anazi         | 24 septembre 1968  |            |      | Al-Shabab Riyad    |
| 17              | DF  | Meshaien al-Dossary   | 6 avril 1966       |            |      | Al Ittifaq         |
| 23              | DF  | Ahmed Madani          | 6 janvier 1970     |            |      | Al Ittihad Djeddah |
|                 |     |                       |                    |            |      |                    |
| 3               | ML  | Salem al-Alawi        | 21 août 1973       |            |      | Al Qadisiyah       |
| 6               | ML  | Fuad Amin             | 13 octobre 1970    |            |      | Al-Shabab Riyad    |
| 7               | ML  | Saeed al-Owairan      | 17 août 1967       |            |      | Al-Shabab Riyad    |
| 8               | ML  | Fahad al-Bishi        | 10 septembre 1965  |            |      | Al Nasr Riyad      |
| 14              | ML  | Khalid al-Muwallid    | 23 novembre 1971   |            |      | Al Ahli            |
| 15              | ML  | Youssef al-Thuniyan   | 18 novembre 1963   |            |      | Al Hilal           |
| 16              | ML  | Khaled al-Hazaa       | 2 décembre 1971    |            |      | Al Nasr Riyad      |
|                 |     |                       |                    |            |      |                    |
| 9               | AT  | Hamzah Falatah        | 8 octobre 1972     |            |      | Ohud Médine        |
| 10              | AT  | Sami al-Jaber         | 11 décembre 1972   |            |      | Al Hilal           |
| 11              | AT  | Fahad al-Mehallel     | 11 novembre 1970   |            |      | Al Hilal           |
| 20              | AT  | Abdul al-Razgan       | 3 octobre 1970     |            |      | Al-Shabab Riyad    |
| 24              | AT  | Nasser al-Qahtani     | 24 juillet 1974    |            |      | Al Rodhah          |

### Premier tour
Le tirage au sort du premier tour place l'Arabie saoudite dans le groupe 2 en compagnie de la Chine, que les Saoudiens rencontrent pour la troisième fois en trois participations, du Qatar et de la Thaïlande.
| Groupe 2 |                 |     |   |   |   |   |    |    |      |
|          | Équipe          | Pts | J | G | N | P | BP | BC | Diff |
| 1        | Arabie saoudite | 4   | 3 | 1 | 2 | 0 | 6  | 2  | +4   |
| 2        | Chine           | 4   | 3 | 1 | 2 | 0 | 3  | 2  | +1   |
| 3        | Qatar           | 2   | 3 | 0 | 2 | 1 | 3  | 4  | -1   |
| 4        | Thaïlande       | 2   | 3 | 0 | 2 | 1 | 1  | 5  | -4   |

| 29 octobre | Arabie saoudite | 1 | 1 | Chine     |
|            | Qatar           | 1 | 1 | Thaïlande |
| 31 octobre | Arabie saoudite | 1 | 1 | Qatar     |
|            | Chine           | 0 | 0 | Thaïlande |
| 2 novembre | Arabie saoudite | 4 | 0 | Thaïlande |
|            | Chine           | 2 | 1 | Qatar     |

| 29 octobre 1992 | Arabie saoudite | 1 – 1 | Chine       | Hiroshima Big Arch, Hiroshima                      |                                                    |
| 17:00           | al-Thuniyan 17e |       | Li Bing 41e | Spectateurs : 15 000 Arbitrage : Shin'ichirō Obata | Spectateurs : 15 000 Arbitrage : Shin'ichirō Obata |
| 17:00           | Rapport         |       |             | Spectateurs : 15 000 Arbitrage : Shin'ichirō Obata | Spectateurs : 15 000 Arbitrage : Shin'ichirō Obata |

| 31 octobre 1992 | Arabie saoudite | 1 – 1 | Qatar       | Hiroshima Stadium, Hiroshima                |                                             |
| 13:00           | al-Muwallid 86e |       | Mustafa 74e | Spectateurs : 4 000 Arbitrage : Neji Jouini | Spectateurs : 4 000 Arbitrage : Neji Jouini |
| 13:00           | Rapport         |       |             | Spectateurs : 4 000 Arbitrage : Neji Jouini | Spectateurs : 4 000 Arbitrage : Neji Jouini |

| 2 novembre 1992 | Arabie saoudite                                    | 4 – 0 | Thaïlande | Bingo Sports Park, Onomichi                 |                                             |
| 17:00           | al-Owairan 4e · al-Bishi 19e 72e · al-Thuniyan 64e |       |           | Spectateurs : 4 000 Arbitrage : Ali Bujsaim | Spectateurs : 4 000 Arbitrage : Ali Bujsaim |
| 17:00           | Rapport                                            |       |           | Spectateurs : 4 000 Arbitrage : Ali Bujsaim | Spectateurs : 4 000 Arbitrage : Ali Bujsaim |

### Demi-finales
| 6 novembre 1992 | Arabie saoudite               | 2 - 0 | Émirats arabes unis | Hiroshima Stadium, Hiroshima                       |                                                    |
| 19:00           | al-Owairan 67e · al-Bishi 80e |       |                     | Spectateurs : 12 000 Arbitrage : Rasheed al-Jassas | Spectateurs : 12 000 Arbitrage : Rasheed al-Jassas |
| 19:00           | Rapport                       |       |                     | Spectateurs : 12 000 Arbitrage : Rasheed al-Jassas | Spectateurs : 12 000 Arbitrage : Rasheed al-Jassas |

### Finale
| 8 novembre 1992 | Japon     | 1 - 0 | Arabie saoudite | Hiroshima Big Arch, Hiroshima                    |                                                  |
| 14:35           | Takagi 6e |       |                 | Spectateurs : 50 000 Arbitrage : Jamal Al Sharif | Spectateurs : 50 000 Arbitrage : Jamal Al Sharif |
| 14:35           | Rapport   |       |                 | Spectateurs : 50 000 Arbitrage : Jamal Al Sharif | Spectateurs : 50 000 Arbitrage : Jamal Al Sharif |